# Pedro Luro
Pedro Luro Oficialdegui (Saint-Just-Ibarre, Bajos Pirineos, 10 de marzo de 1820 - Cannes, Francia, 28 de febrero de 1890) fue un inmigrante vasco-francés, radicado en la Confederación Argentina a temprana edad y en donde se convertiría en un importante estanciero.
En sus primeros años trabajó en saladeros, como peón de campo y en el transporte de pasajeros. Se dedicaría a negocios inmobiliarios rurales y al comercio. 
Fue uno de los propulsores del desarrollo de Mar del Plata y de la provincialización del entonces territorio nacional de La Pampa. Colonizó tierras en el centro y sur de la provincia de Buenos Aires llegando hasta el río Negro.
Su familia estaba compuesta por su esposa y catorce hijos, dos de los cuales fallecieron siendo niños y el tercero, José Luro, que se convertiría en el futuro gobernador del Territorio Nacional de La Pampa.

## Biografía

### Origen familiar y juventud
Pedro Luro había nacido en Saint-Just-Ibarre, Francia, el 10 de marzo de 1820, hijo de Pierre Luro Ithurriague (1791-1865) y de Dominga Oficialdegui Orgambide (1792-1851). Arribó a la Argentina en 1837 con 17 años y sin haber completado la educación primaria.
Sus primeros trabajos en el país fueron como empleado en un saladero de Buenos Aires, peón de campo y en el transporte de pasajeros mediante un carruaje. Previo a la compra del carruaje sufrió un robo de los fondos que tenía destinado a su casamiento pero esto no fue un impedimento para el logro de sus objetivos.
Destinó sus ganancias a iniciar la actividad de comerciante y las operaciones inmobiliarias rurales impulsado por las conversaciones que mantuvo con los peones que transportó. Le hablaron de barracas llenas de frutos y de campos con rebaños. Colaboró en el desarrollo de la ciudad de Mar del Plata cuando ésta era sólo un poblado.
En 1852 estableció con uno de sus cuñados en Dolores un almacén de ramos generales llamado La Azotea del 31 en la Plaza de las Carretas. Fue el origen de una cadena de comercios llamados La Tosca, Las Piedras y La Proveedora. Un estanciero de la zona que emprendía un viaje a Europa le encarga que foreste su propiedad, pagándole: por árbol común, 4 céntimos, y por frutal, 25 céntimos. Al regresar a los tres años era tan grande la cantidad de árboles que se negó a pagarle. Juicio mediante tuvo que escriturarle parte del campo, un total de 5000 ha. Es el origen de la estancia "Dos Talas". En 1858 se instaló con su esposa, Juana Pradère d'Arroquy Etcheto, en un casco de estancia que hizo construir.

### Trayectoria
Regresó de visita a su tierra natal y se dedicó a la actividad de tropero y empieza a conquistar el desierto del centro y sur de la provincia de Buenos Aires. Compra una flota de carretas para transportar frutos y mercaderías, un negocio de moda en la década de 1860. Tuvo que enfrentar a los malones. Llegó hasta el río Negro. Regresó con una gran cantidad de hacienda vacuna y yeguariza, se podía contar en miles.
Trató de colonizar la zona comprendida por el valle del Río Colorado, Paso Alsina, el Rincón de la Escuela, Fortín Mercedes, Médanos y Clemente López. En 1863 obtuvo la concesión de 375 000 ha que estaban destinadas para la cría de ganado y que compró al ser puestas en venta por el gobierno. Puso en práctica el plan de Juan Manuel de Rosas, quien había precolonizado estas tierras treinta años antes durante la Campaña al Desierto.

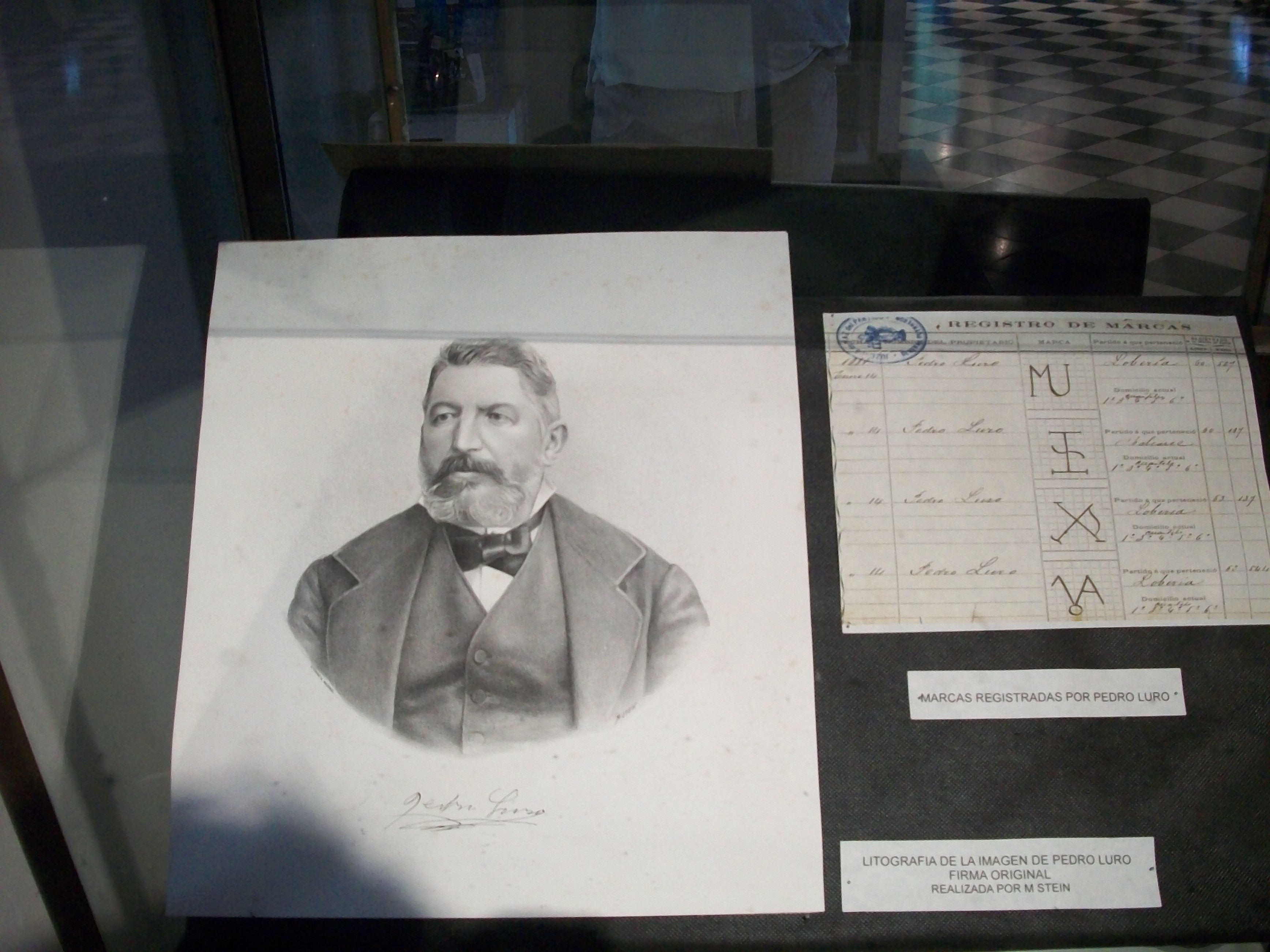
Marcas de Pedro Luro exhibidas en el Museo Barili de Mar del Plata.

En 1865 el ferrocarril llegó a Chascomús. Luro lo aprovechó para facilitar el transporte de la hacienda. En marzo de 1869 adquirió tierras en el partido de Quequén, en total 59 000 ha. Éste fue el origen de sus estancias en los partidos de Balcarce y General Pueyrredón: La Carolina, San Vicente, Monte de los Padres, Ojo de Agua y La Vigilancia.
En 1871 inició la construcción de un saladero denominado San Pedro en el Tuyú sobre el pequeño río Ajó. Comenzó su explotación en 1872 con la cría de hacienda lanar, vacuna y yeguariza. Este año compró una estancia llamada San Carlos, que habilitó para la faena en 1875. En 1876 dotó de viviendas y espacios para negocios destinado a los trabajadores. Además construyó una fonda, una cancha de pelota cerrada para los trabajadores vascos aficionados a ese deporte y una escuela para los hijos. Esta escuela debió ser oficializada por el gobierno ante la creciente concurrencia de alumnos.
En 1877 llegó a Mar del Plata, denominada "Puerto Laguna de los Padres", tres años después de ser fundada por Patricio Peralta Ramos en busca de un puerto para exportar las materias primas que producía.

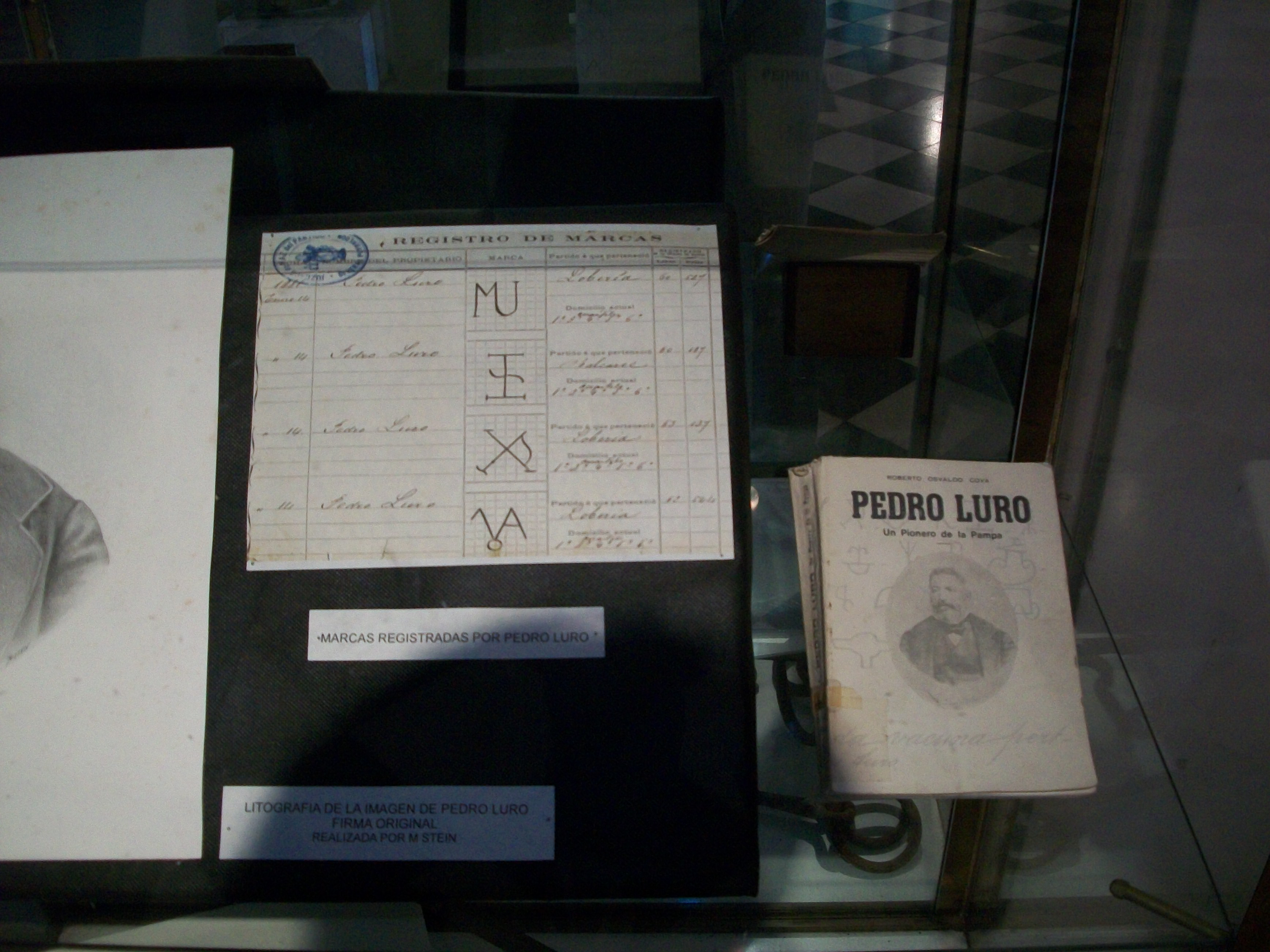
Vitrina donde se exhibe un libro con su nombre, en el museo Barili de Mar del Plata.

Se hizo cargo del saladero, construyó un nuevo muelle, una barraca y un molino harinero.  Ayudó a construir viviendas y a habilitar comercios. En esta ciudad estuvo ocho años. En 1885 debió abandonarla por problemas de salud.

### Matrimonio y descendencia
Pedro Luro Oficialdegui contraería matrimonio el 5 de diciembre de 1844, en la iglesia de la Concepción, con Juana Pradère d'Arroquy Etcheto (n. Sare de Bajos Pirineos, 23 de septiembre de 1827 - Buenos Aires, 13 de abril de 1892).
La pareja concebiría catorce hijos:
- María Luro Pradère (1845 - 26 de septiembre de 1928).[9]
- Santiago Luro Pradère (7 de diciembre de 1847 - 28 de agosto de 1919).
- José Luro Pradère (9 de agosto de 1849 - 20 de septiembre de 1912) quien se unió en matrimonio con Juana Manuela del Carmen Dimet (1856 - 1931), una hija de Costancio Dimet Pluchet y de María Carmen Rodríguez Visillac. José sería el futuro gobernador de la Pampa Central, desde el 27 de enero de 1900, y quien se encargaría de culminar el traslado de la capital de General Acha a Santa Rosa el 11 de abril del mismo año.
- Juan Luro Pradère (6 de mayo de 1851 - enero de 1852) quien fallecería en forma prematura siendo bebé.[10]
- Casiana Graciana Luro Pradère (3 de noviembre de 1852 - 4 de junio de 1902).
- Ana Luro Pradère (Dolores, 1855 - Buenos Aires, 1863).
- Juan Luro Pradère (Dolores, 14 de octubre de 1856 - ib., 22 de marzo de 1863).
- Agustina Luro Pradère (Dolores, 8 de septiembre de 1858 - Buenos Aires, 16 de septiembre de 1946).
- Pedro Olegario Luro Pradère (Buenos Aires, 6 de marzo de 1861 - Mar del Plata, 4 de marzo de 1927). La estación ferroviaria y el barrio de Villa Luro en la capital argentina, llevan ese nombre en su memoria.
- Adolfo Guillermo Luro Pradère (Dolores, 18 de agosto de 1862 - Estación Dionisia del Partido de General Alvarado, 19 de febrero de 1932), quien se convertiría en el presidente del Jockey Club y de la Sociedad Argentina de Grandes Almacenes.[11]
- Rufino Luro Pradère (18 de agosto de 1862 - Buenos Aires, 1 de febrero de 1934), fue hacendado, cabañero y empresario industrial.[12]
- Matilde Luro Pradère (23 de enero de 1865 - 6 de octubre de 1945).[13]
- Amelia Catalina Luro Pradère (Buenos Aires, 7 de marzo de 1868 - Antibes de Alpes Marítimos, Francia, 24 de junio de 1930).[14]
- Carlos Luro Pradère (22 de febrero de 1869 - 28 de junio de 1939). Fue hacendado y funcionario público.[15]

### Últimos años y fallecimiento
Luro y su familia se radicarían en la zona de la bahía de Samborombón, en donde construyó tres saladeros llamado "San Carlos", "San Pedro" y "San León".
En abril de 1886 viajaría a Francia, perdió la vida en Cannes el 28 de febrero de 1890. Su esposa Juana falleció en 1892 en Buenos Aires.

## Homenajes
Una avenida principal de Mar del Plata lleva su nombre. También lleva su nombre una ciudad de la provincia de Buenos Aires, un museo del pueblo de Fortín Mercedes, una avenida principal de la ciudad de Laferrere y un área natural protegida en la Provincia de La Pampa lleva el nombre de Parque Luro en homenaje al primer propietario de esas tierras, Pedro Olegario Luro, quien denominó a esa estancia-coto de caza con el nombre de Estancia San Huberto, santo protector de los cazadores europeos.